# Хидростатичка равнотежа
Хидростатичка равнотежа је равнотежа између гравитације, која потискује неко чврсто тијело надоле, и потиска, који то чврсто тијело избацује из неке течности нагоре.

## Биологија
Сва жива бића са отворима за дисање у води, да би преживјеле морају примјењивати одређене методе регулисања и одржавања хидростатичке равнотеже. Пошто са повећањем дубине притисак расте, постојећи ваздух унутар живих бића се компримира и самим тим потисак нагоре опада. Хидростатичка равнотежа постоји значи увијек само за једну дубину и њу је потребно кориговати при свакој промјени дубине.

## Механика
Подморнице постижу хидростатичку равнотежу захваљујући својој конструкцији и методама упумпавања и избацивања воде из своје унутрашњости.